# 赤羽
赤羽（あかばね）は、東京都北区の町名。現行の行政地名は赤羽一丁目から赤羽三丁目。住居表示実施済区域。周辺を含めた広域地名として使われることもある（後述）。
東京都区部と埼玉県などを結ぶターミナル駅である東日本旅客鉄道（JR東日本）の赤羽駅があり、駅周辺は繁華街となっている。

## 地理
東京都北区の北部に位置する。北は荒川を挟んで対岸に埼玉県川口市荒川町（河川上の一点で接する）・同舟戸町がある。同じ北区では、東で岩淵町および志茂、南で赤羽南、西で赤羽西・赤羽台および赤羽北と接する。
公共交通の便が良く、地区内にはJR赤羽駅と、その徒歩圏に東京メトロ南北線・埼玉高速鉄道線（埼玉スタジアム線）の赤羽岩淵駅があり、赤羽駅前を発着する路線バスや駅前の繁華街と合わせて、北区の交通・商業の中心地である。
これら両駅は、埼玉県東南部（さいたま市、川口市、戸田市など）と東京都区部を行き来する際の交通結節点になっているため、埼玉県からの来訪者・購買層も多く、赤羽駅を通る京浜東北線・埼京線、赤羽岩淵駅を通る埼玉高速鉄道線の沿線とほぼ一体の経済圏を形成し、経済・生活面でと非常に密接なつながりがある。
第二次世界大戦後には闇市が立ち、市街地化する前に多かった工場の労働者向けの飲食店も増え、東京23区北部では有数の繁華街となった。ララガーデン（スズラン通り）という長いアーケードが隣町の志茂まで続き、日々賑わっている。赤羽駅西口再開発の完了などもあり、かつて濃厚にあった歓楽街の猥雑な雰囲気は薄れたものの安価な酒場も多い。中高年だけでなく2010年代は若者も増え、1000円出せば酔える「せんべろの街」として人気を高めたが、一見の客を狙った客引き、ぼったくり事件も発生している（「治安・風紀の維持」で後述）。
駅東口の赤羽南に作られた赤羽会館は古くからの公会堂で、王子本町の北区役所、王子の北とぴあ、西ケ原の滝野川会館と並び区民の文化拠点である。
秩父山地を源流とする伏流水にも恵まれている。

### 広域地名
北区の成り立ちから、同区は赤羽を含む以下の地域を総じて赤羽地区と呼称している。
- 赤羽西地区：旧岩淵町のうちJR東北本線の西側
- 赤羽東地区：旧岩淵町のうちJR東北本線の東側
- 浮間地区：浮間1-5丁目の区域

### 地価
住宅地の地価は2017年（平成29年）1月1日の公示地価によれば赤羽1-32-12の地点で95万円/m2となっている。
また、最新の調査である2025年（令和7年）1月1日の公示地価では、同地点で173万円/m2と上昇傾向にある。

## 歴史
歴史的にみると、現在の赤羽北部の岩淵は岩淵宿という宿場町として歴史的に発展していた一方、赤羽は宿場町ではなく単なる集落に過ぎなかった。明治時代、鉄道が岩淵ではなく赤羽に敷設されたことにより赤羽駅が交通の要衝となり、次第に発展していった。かつては赤羽根村（のちに赤羽村）であり、1871年（明治4年）11月14日に浦和県（現在の埼玉県の一部）から東京府北豊島郡に編入された。1889年に岩淵町の一部となり、1932年に東京市王子区（現・東京都北区）に組み込まれた。

### 地名の由来
定説では、土器づくりに適したきめの細かい上等の赤土（赤埴・あかはに）が多い土壌から、この名がついたとされる。また、荒川南部に接する崖線を、峡（はけ）といい、赤土の露出した崖を「赤バッケ」とも呼ばれていたため、この名前と関連するとの説もある。1950年代まで北区と西隣の東京都板橋区での崖線の呼び名として一般的であったが、擁壁整備により観察は難しい、東京都港区の赤羽橋にも同様の説がある。

### 治安・風紀の維持
2012年、東京都は赤羽一丁目、二丁目を都迷惑防止条例に基づき、客引きやスカウトのみならず、それらを行うために待機する行為なども禁止する区域に指定した。
さらに2019年には同地域を暴力団排除条例に基づき、暴力団排除特別強化地域に指定。地域内では暴力団と飲食店等との間で、みかじめ料のやりとりや便宜供与などが禁止され、違反者は支払った側であっても懲役1年以下または罰金50万円以下の罰則が科される。

## 世帯数と人口
2023年（令和5年）1月1日現在（東京都発表）の世帯数と人口は以下の通りである。
| 丁目       | 世帯数    | 人口     |
| ---------- | --------- | -------- |
| 赤羽一丁目 | 2,248世帯 | 3,414人  |
| 赤羽二丁目 | 3,199世帯 | 5,351人  |
| 赤羽三丁目 | 1,260世帯 | 2,235人  |
| 計         | 6,707世帯 | 11,000人 |

### 人口の変遷
国勢調査による人口の推移。
| 年                 | 人口   |
| ------------------ | ------ |
| 1995年（平成7年）  | 8,945  |
| 2000年（平成12年） | 9,020  |
| 2005年（平成17年） | 9,453  |
| 2010年（平成22年） | 9,939  |
| 2015年（平成27年） | 10,494 |
| 2020年（令和2年）  | 10,959 |

### 世帯数の変遷
国勢調査による世帯数の推移。
| 年                 | 世帯数 |
| ------------------ | ------ |
| 1995年（平成7年）  | 4,047  |
| 2000年（平成12年） | 4,386  |
| 2005年（平成17年） | 4,853  |
| 2010年（平成22年） | 5,462  |
| 2015年（平成27年） | 5,817  |
| 2020年（令和2年）  | 6,297  |

## 学区
区立小・中学校に通う場合、学区は以下の通りとなる（2023年10月時点）。
| 丁目       | 番地                                | 小学校               | 中学校               |
| ---------- | ----------------------------------- | -------------------- | -------------------- |
| 赤羽一丁目 | 53番2～5号 54番1・10号              | 北区立第四岩淵小学校 | 北区立赤羽岩淵中学校 |
| 赤羽一丁目 | 1〜52番 53番1・6〜7号 54番2〜9号    | 北区立赤羽小学校     | 北区立赤羽岩淵中学校 |
| 赤羽二丁目 | 全域                                | 北区立赤羽小学校     | 北区立赤羽岩淵中学校 |
| 赤羽三丁目 | 1〜4番 5番2～11号 6番1〜8・27〜32号 | 北区立赤羽小学校     | 北区立赤羽岩淵中学校 |
| 赤羽三丁目 | 5番1・12〜15号 6番9〜26号 7〜29番   | 北区立第四岩淵小学校 | 北区立赤羽岩淵中学校 |

## 事業所
2021年（令和3年）現在の経済センサス調査による事業所数と従業員数は以下の通りである。
| 丁目       | 事業所数    | 従業員数 |
| ---------- | ----------- | -------- |
| 赤羽一丁目 | 677事業所   | 7,458人  |
| 赤羽二丁目 | 422事業所   | 5,497人  |
| 赤羽三丁目 | 51事業所    | 325人    |
| 計         | 1,150事業所 | 13,280人 |

### 事業者数の変遷
経済センサスによる事業所数の推移。
| 年                 | 事業者数 |
| ------------------ | -------- |
| 2016年（平成28年） | 1,200    |
| 2021年（令和3年）  | 1,150    |

### 従業員数の変遷
経済センサスによる従業員数の推移。
| 年                 | 従業員数 |
| ------------------ | -------- |
| 2016年（平成28年） | 12,927   |
| 2021年（令和3年）  | 13,280   |

## 交通

### 鉄道
- 赤羽駅
  - 東日本旅客鉄道（JR東日本）：京浜東北線、宇都宮線・高崎線（上野東京ライン）、埼京線、湘南新宿ライン。埼京線はりんかい線・相鉄線直通を含む。
- 赤羽岩淵駅
  - 東京地下鉄（東京メトロ）：南北線
  - 埼玉高速鉄道：埼玉高速鉄道線（埼玉スタジアム線）

### バス
赤羽駅東口・西口ロータリー付近に多くの路線バス会社の発着場が備えられている
「赤羽駅#バス路線」も参照。
- 国際興業バス（西口、東口）
- 都営バス（東口1系統）
- 関東バス（東口1系統共同運行）

### 道路
- 国道122号（北本通り）
- 東京都道311号環状八号線（環八通り）
- 東京都市計画道路幹線街路補助線街路第89号（東本通り）

## 施設
- 王子労働基準監督署 - 赤羽二丁目
- 警視庁赤羽合同庁舎 - 赤羽二丁目
- 北区役所赤羽区民事務所 - 赤羽一丁目
- 赤羽ふれあい館 - 赤羽一丁目
- 北区立赤羽岩淵中学校 - 赤羽二丁目
- 北区立赤羽小学校 - 赤羽一丁目
- 北区立第四岩淵小学校 - 赤羽三丁目
- 聖母の騎士幼稚園 - 赤羽二丁目
- 赤羽桜堤緑地
- 岩淵水門

## その他

### 日本郵便
- 郵便番号 : 115-0045[3]（集配局 : 赤羽郵便局[21]）。